# Son Cosmet
Son Cosmet és una possessió al municipi de Campos, Mallorca, a la carretera que uneix Campos amb Sa Ràpita, entre les possessions de Son Llaneres i Son Moll. Es troba documentada el 1599 i el seu nom és el diminutiu d'un dels seus propietaris, Cosme Lladó. Era una gran propietat destinada especialment a la ramaderia, amb cria equina i mular. També s'hi conreaven cereals, lleguminoses i tenia vinya. El 1863 tenia 277 quarterades amb pinars, garrigues, pastures i terres de conreu. Les cases tenen celler i una torre de defensa de base quadrangular que fou construïda el segle xvii.

## Construccions
Les cases de la possessió presenten una façana principal orientada a xaloc i compta amb una estructura dividida en diversos cossos, que han estat rehabilitades en època recent. El portal forà està a la torre de defensa. A la seva dreta hi ha una gran entrada formada per un arc rebaixat. Després hom hi troba el coll de cisterna, de secció octogonal, desornamentat, amb jai de ferro; un portal de llinda i diverses finestres entre les quals en destaca una, a la planta inferior, protegida amb un vell reixat de ferro, i una altra ubicada a la planta superior, amb una creu cisellada sobre la llinda. Més cap a gregal hom hi troba un tercer bloc, corresponent a antigues dependències agrícoles que té un accés lateral a la pallissa, amb una escala adossada al mur. En el vestíbul, després de travessar la torre, hi destaca un portal que s'obre a l'enfront, de llinda, de factura antiga. A la dreta hi ha l'antiga estança de la cotxeria, actualment destinada a sala d'estar, també coberta per volta. Des del fons del vestíbul s'accedeix a l'actual menjador, el qual es corresponia amb antic estable. Tot aquest espai es troba cobert per volta de creueria. Del primer pis destaca la cuina, molt rehabilitada, amb els diferents elements tradicionals que la defineixen (pinte, cossi, etc.). Del pis superior destaca un portalet rodó, de factura medieval, ubicat vora la mateixa escala.
La part posterior de les cases mostra una façana rehabilitada, amb pedra vista, que ha mantingut finestres i portals originals. De la rodalia destaquen un pou amb capelleta, els antics estables, les rentadores tradicionals, una gran bassa que replega aigua d'escorrentia i finalment un curt tram de camí empedrat que es dirigia cap a les pletes de la possessió.

### Torre de defensa
La torre de defensa té a la seva planta baixa el portal forà sobre tres graons, d'arc rodó dovellat. Damunt d'ell hom hi troba una fornícula amb una Mare de Déu. Més amunt s'obre una finestra amb ampit. Llavors hi ha un rellotge de sol, sobre la qual hi ha una darrera finestra, de reduïdes dimensions. El portal forà dona, dins la torre, a un corredor tancat de volta de creueria el qual desemboca en un gran vestíbul ja a les cases. Els nivells superiors de la torre estan ocupats per dues habitacions, en les quals s'han respectat elements tradicionals com les finestres amb festejador. El pis superior de la torre està cobert per bigues i per unes teulades de dos vessants.